# Jelen evropský
Jelen evropský (Cervus elaphus), také nazývaný jelen lesní, je velký sudokopytník z čeledi jelenovitých (Cervidae). Vyskytuje se na rozsáhlém území Evropy, na Kavkaze, v Malé, západní a střední Asii a izolovaně také na území mezi Marokem a Tuniskem, což z něj činí jediný druh jelena v Africe. Člověkem byl později zavlečen i do jiných částí světa, např. do Austrálie, na Nový Zéland nebo do Argentiny.
Po celá století byl jelen evropský velmi oblíbenou lovnou zvěří, což na značné části jeho areálu rozšíření platí dodnes. Ačkoli byla jeho početnost často viditelně oslabena, díky zpětné reintrodukci do volné přírody a mnoha ochranářským opatřením přežívá v poměrně hojném počtu i v současné době.

## Vzhled
Jelen evropský patří mezi největší (nejmohutnější) zástupce své čeledi. Samci dorůstají 175–230 cm a jejich hmotnost se pohybuje mezi 160–240 kg. Samice jsou oproti samcům značně menší, dorůstají 160–210 cm a dosahují hmotnosti mezi 120–170 kg. Ocas přitom měří 12–19 cm a v kohoutku dosahují výšky 120 až 150 cm. Velikost i hmotnost je však velmi proměnlivá a viditelně se liší mezi jednotlivými poddruhy, kdy nejtěžší (C. e. elaphus) může vážit až 500 kg, oproti tomu jeleni žijící v méně příznivých podmínkách (např. poddruh z Korsiky) mohou dorůstat pouhých 70 cm a vážit sotva 100 kg.
Přes léto má jelení srst obvykle hnědou barvu s rudějším nádechem a u samců je většinou navíc patrná i prodloužená srst na krku. Zimní srst je spíše šedohnědá. Mláďata jelena evropského se vyznačují skvrnitým zbarvením, které u některých poddruhů (např. C. e. barbarus z Maroka) přetrvává i do dospělosti. Mezi zbarvením různých poddruhů jsou patrné odchylky, např. jelen karpatský (C. e. montanus) má i v letní srsti patrné šedavé tóny a nebývá u něj vyvinuta hříva, u západoevropských poddruhů (skupina C. e. hippelaphus) je zbarvení červenější a hříva více vyvinuta. Jeleni z polopouštních oblastí, např. jelen bucharský (C. e. bactrianus) mají zbarvení spíše plavé nebo žlutavé. U některých poddruhů jsou krční partie výrazně tmavší než zbytek těla.
Existuje i několik barvených mutací jelení zvěře. Nejznámější jsou jeleni bílí, chovaní např. v oboře Žehušice poblíž Kutné Hory. Tito jeleni nejsou albíni, neboť mají pigmentované (modré či hnědé) oči. Jejich původ je nejistý, geneticky patří ke kavkazským a severoíránským jelenům (poddruh C. e. maral),
Do českých zemí se první bílí jeleni dostali počátkem 18. století, kdy je věnoval ruský car Petr I. císaři Karlu VI. Císař je umístil v oboře poblíž Brandýsa nad Labem. Druhá zásilka přišla roku 1780 z Persie a převzali ji příslušníci nejvyšších českých šlechtických rodů: knížata Valdštejn, Schwarzenberg, hrabata Kinský a Černín. Zvířata však přežila jen Valdštejnům a Kinským. Valdštejnové je chovali do roku 1890 v oboře v Mnichově Hradišti. Kinští bílé jeleny vysadili v Chlumci nad Cidlinou, roku 1829 je však věnovali hraběti Thunovi, který je umístil na svém panství v Žehušicích. Tito jeleni nejsou čistokrevní, byli zkříženi s obvykle zbarvenou zvěří tuzemského původu, ale i s dovezenými americkými jeleny wapiti.
Další stáda bílých jelenů žijí v oborách v Německu, Dánsku a Rakousku.

### Parohy

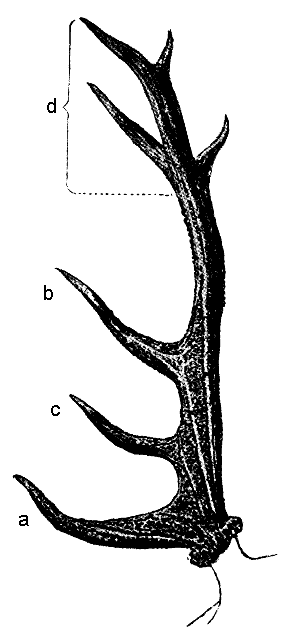

Ukázka vývoje parohu
(všimněte si růstu a vývoje jednotlivých výsad)

Nejtypičtějším znakem pro samce jsou parohy, které každý rok, obvykle na konci zimy, shazuje. Na jaře, kdy jelenům rostou parohy nové, jsou porostlé jemnou ochrannou sametovou vrstvou, nazývanou lýčí, která vyživuje rostoucí paroh a později je vytloukána o stromy. Parohy jsou tvořeny kostí, která může denně vyrůst v průměru o 2,5 cm. U dospělých samců se na parozích navíc objevují jakési výrůstky, kterým se odborně říká výsady, a které rostou a přibývají s přibývajícím věkem.

## Rozšíření
Jelen evropský je rozšířeným a v mnoha zemích i hojným druhem sudokopytníka. Obývá prakticky celou Evropu, zcela chybí pouze v její nejsevernější části. Na území Asie obývá její střední a západní část a zasahuje také na území Malé Asie. Jedná se přitom o typického obyvatele starých lesů s občasnými palouky a pásy křovin.
V minulosti se předpokládalo, že obývá i území Severní Ameriky, díky DNA testům je však dnes populace žijící na tomto území považována za zcela samostatný druh – jelen wapiti (Cervus canadensis).
Ačkoli jeho početnost obecně roste (zvláště na území států, kde byli téměř zcela vyhubeni jeho přirození predátoři), v některých částech světa je jeho populace stále na poklesu. Příkladem je například severní Afrika. V některých státech byl v minulosti zcela vyhuben (Albánie, Izrael, Jordánsko, Libanon, Mexiko, Nepál, Turkmenistán) a nevyskytuje se zde dodnes, v některých byla jeho populace zachráněna díky vypouštění uměle odchovaných jedinců zpět do volné přírody (Řecko, Kazachstán, Maroko). Člověkem byl zcela zavlečen např. do Austrálie, Chile, Portugalska, Argentiny nebo na Nový Zéland.
V některých oblastech je jeho početnost natolik vysoká, že je zde dokonce považován za významného škůdce mladých stromků.
S průvodcem je možný průchod jelením výběhem (o rozloze cca 9 hektaru), který je venkovní součástí návštěvnického centra Národního parku Šumava ve Kvildě.

## Ekologie
Samci se mimo říji zdržují většinou samostatně, samice naopak ve skupinách, které mohou čítat až 50 jedinců. Aktivní bývá obvykle až za soumraku, kdy ho můžeme vidět při pastvě na lesních paloucích.
Dosahují rychlosti 40 km/h, krátkodobě i 78 km/h.

### Potrava
Jelen evropský je výlučně býložravý přežvýkavec. Složení potravy se ale mění v závislosti na roční době. V kterémkoli období se jelení zvěř živí zejména velkým množstvím travin a bylin, které spásá na lesních mýtinách, podél cest a okolo lesa, zkrátka na všech místech, kde je díky slunečnímu světlu rostlin dostatek.
Jedinou výjimkou jsou dny, kdy je země přikrytá příliš vysokou vrstvou sněhu. Byliny a tráva reprezentují v příhodných měsících až 80 % jelení stravy. V noci se stádo odvažuje vyjít i na otevřenější prostranství a spásá na polích obilí nebo kukuřici. V zimě stoupá v denní porci potravy zastoupení keřů a dřevin: jeleni se živí ostružiníkem, břečťanem nebo okusováním kůry mladých stromků. Mají také rádi kůru a větévky břízy, habru a borovice lesní. Dostatek energie dostává vysoká zvěř i z plodů – bukvic, kaštanů a žaludů. Chutnají jí ale též padaná jablka, krmná řepa a mrkev.

### Predátoři
Díky své velké velikosti dospělí jeleni nemají v současné době kromě člověka příliš přirozených predátorů. Největší hrozbu pro něj představuje vlk, občas na ně může zaútočit i medvěd. Kolouši se zase mohou stát relativně snadnou obětí rysů. Při pokusu o napadení se samci většinou ohání svými parohy a snaží se tak predátora zastrašit, samice obvykle spoléhají na svou ostražitost a při pastvě na otevřené ploše nad bezpečností stáda dohlíží několik z nich, které v případě ohrožení vydají poplašný signál a celé stádo se stáhne zpět do lesního porostu.

### Rozmnožování

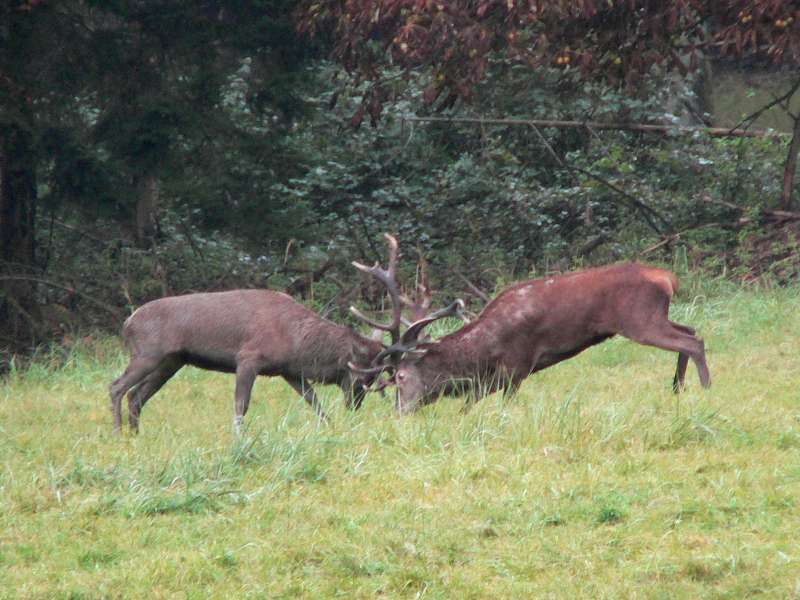
Souboj samců v období říje

Samci jelena evropského jsou během říje charakterističtí svým hlasitým troubením, při kterém se snaží upoutat pozornost samic a udržet tak své stádo pohromadě. Tento jev můžeme nejčastěji zaslechnout při svítání nebo naopak při soumraku, kdy jsou jeleni nejaktivnější. Samotné troubení však používají i při soubojích mezi sebou, kdy se snaží pomocí svých parohů vyhnat svého konkurenta od blízkosti samic.
Samice pohlavně dospívají druhým rokem života a březost u nich trvá 240–262 dnů. Rodí jedno, vzácně až dvě mláďata vážící přibližně 15 kg, která jsou několik prvních dnů po narození skrytá v travnatém porostu. Po dvou týdnech jsou kolouši schopni se připojit ke stádu, ale na matce jsou závislí po dobu 3 měsíců. Jejich charakteristické bílé skvrnění obvykle mizí koncem léta, ale poměrně často se stává, že několik bílých skvrn je na srsti mladých jelenů patrných ještě následující rok.
Ve volné přírodě se jelen evropský dožívá průměrně 10–13 let, v zajetí se může dožít i více než 20 let.

## Nemoci jelenů
- virové: hemoragická nemoc jelenů (virus z čeledi Reoviridae), endemická paréza jelenů (původce neznámý, pravděpodobně slow virus), vzteklina (Lyssavirus), infekční bovinní rhinotracheitida (virus z čeledi Herpesviridae), hlavnička (virus z čeledi Herpesviridae), klíšťová encefalitída (virus z čeledi Flaviviridae), papilomatóza (virus z rodu Papillomavirus)
- bakteriální: paratuberkulóza (Mycobacterium paratuberculosis), Q–horečka (Coxiella burneti), Antrax (Baccilus anthracis), chlamydióza (Chlamydophila spp.)
- parazitární
  - prvoci: Giardia intestinalis, Cryptospordium parvum, Eimeria spp., Toxoplasma gondii, Babesia divergens, Sarcocystis gracilis, Neospora caninum
  - helminté: motolice jaterní, Fascioloides magna, Dicrocoelium dendriticum, Paramphistomum cervi, Moniesia benedeni, Taenia cervi, Taenia hydatigena, Dictyocaulus noerneri, Muellerius capillaris, Bicaulus sagitatus, Elaphostrongylus cervi, Haemonchus contortus, Teladorstagia spp., Cooperia spp., Trichostrongylus spp., Nematodirus spp., Oesophagostomum spp., Trichuris spp., Setaria cervi
  - pavoukovci a hmyz: Ixodes ricinus, Cervicola longicornis, Solenoptes burmeisteri, Hypoderma acteon, Cephenemyia auribarbis

## Jeleni a člověk

### V mytologii a náboženství

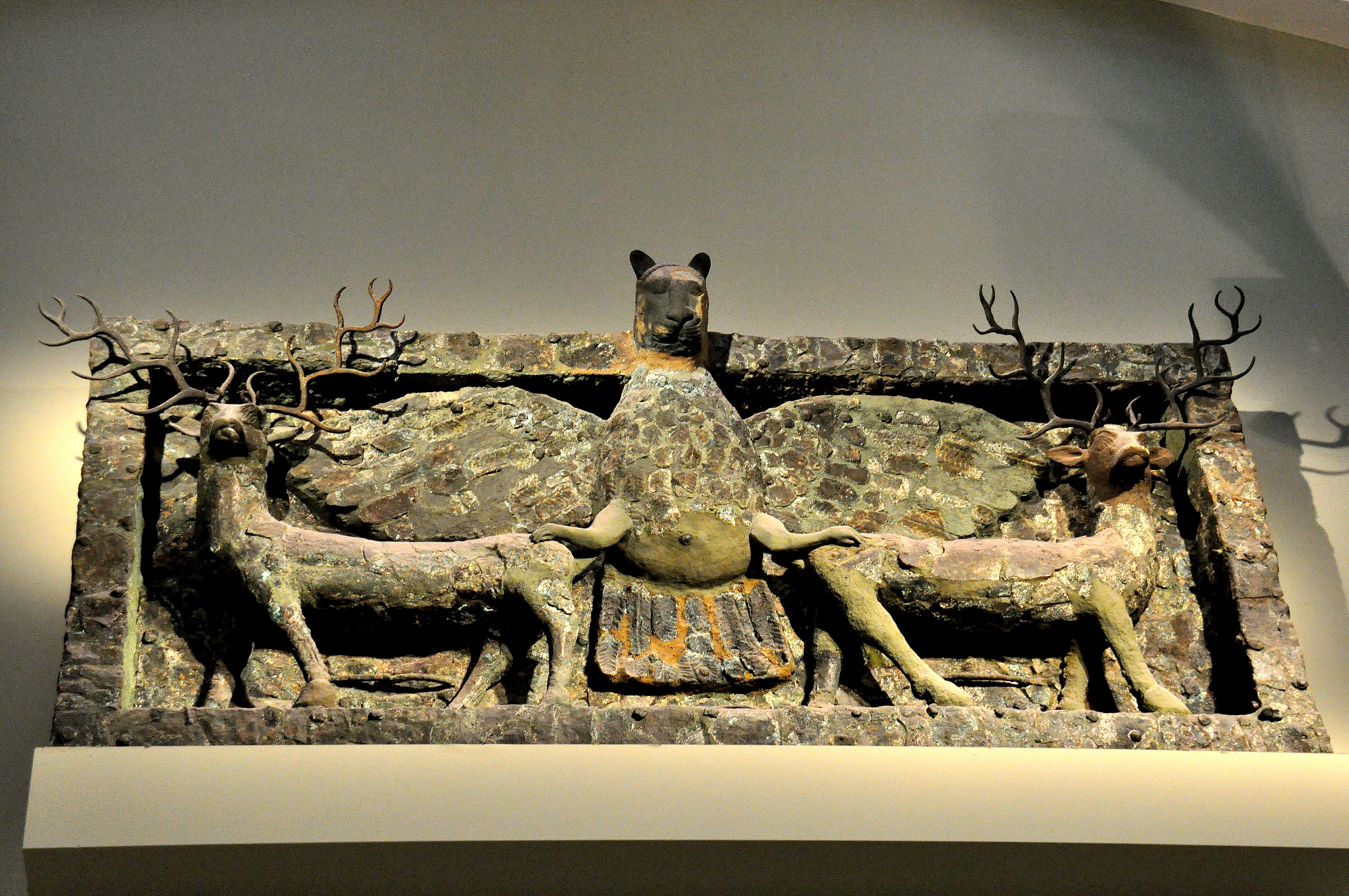
Anzu s párem jelenů, reliéf z Tell Al-Ubaidu.

Zobrazení jelení zvěře se objevuje již v paleolitickém umění, například ve francouzské jeskyni Lascaux. Z paleolitu pochází také obrazy tančících postav, snad šamanů, zdobených jeleními nebo sobími parohy. Později nacházíme v umění Sumerů motiv dvou jelenů, chráněných mytickým orlem Anzu se lví hlavou. Jelen dvanácterák byl také symbolickým zvířetem mezopotámského boha Enkiho. Reliéfy a sošky jelenů po sobě zanechaly také starověké kultury Chetitů, Keltů, Skythů a dalších civilizací.
Zejména pro Skythy měl jelen velký význam, byl pokládán za průvodce mrtvých, který ukazuje duši cestu na Onen svět. Proto byly sošky jelenů, zhotovené z bronzu i ze zlata, často ukládány do skythských hrobů. Své koně skythští náčelníci často zdobili maskami s umělým parožím, které jim mělo dodat jelení vzhled. Takové masky byly nalezeny např. v pohřebních mohylách Pazyrycké kultury na jižní Sibiři.

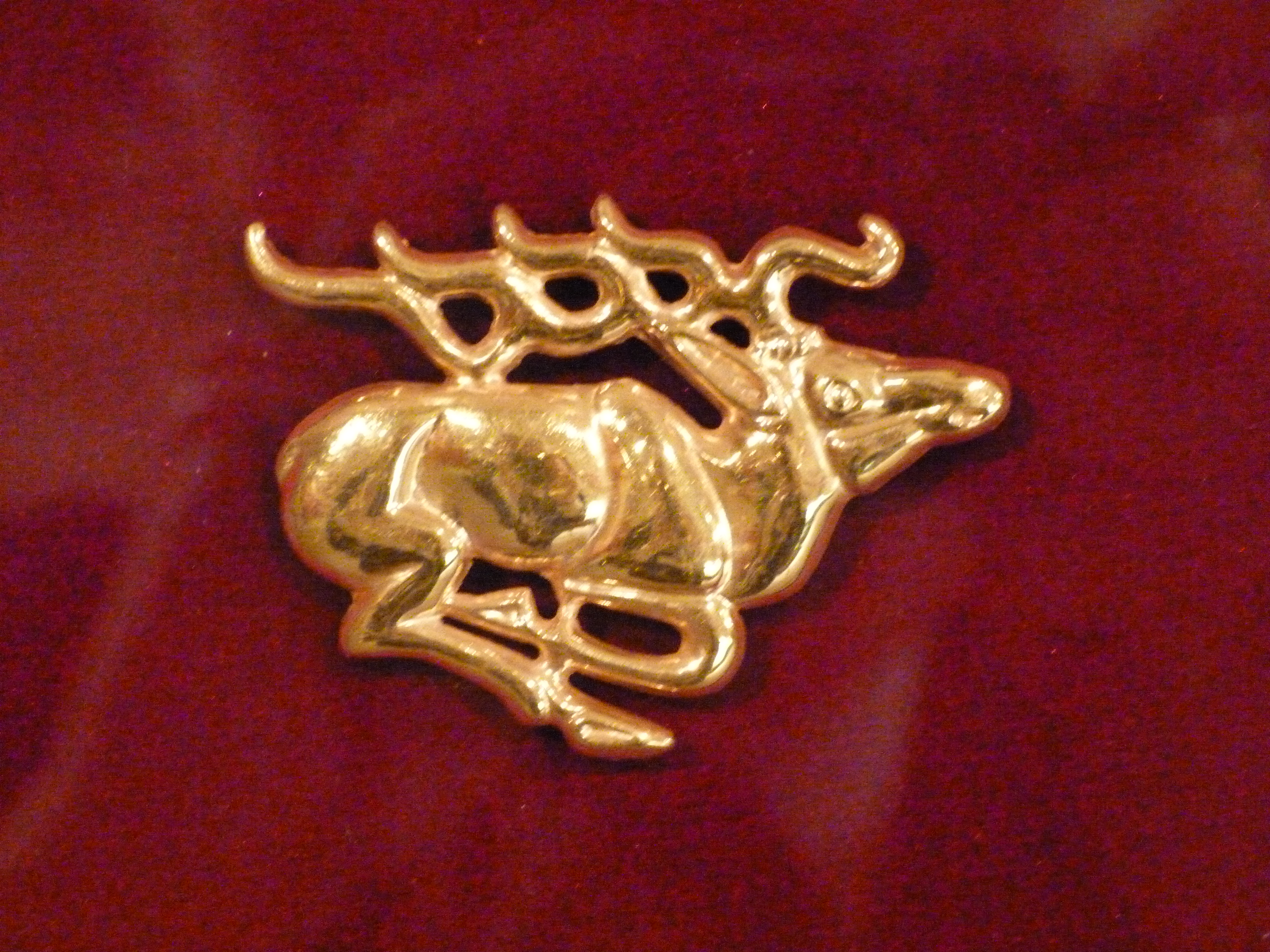
Skythská figurka jelena (VII. - VI. stol. př. kr.) Kazachstán

Chetitská bohyně Rutaš i keltský bůh Cernunnos byli vládci zvířat a jsou zobrazováni s jeleními parohy na hlavě. V mnoha keltských i slovanských příbězích se objevuje motiv víly v podobě laně, která se vdá za smrtelníka, jako se to stalo irskému hrdinovi Finnovi, který s takovouto vílou zplodil syna jménem Oissin, což znamená v překladu Kolouch. Podobný motiv laně (někdy bílé), která se promění ve vílu, se objevuje i v českých či polských pověstech.

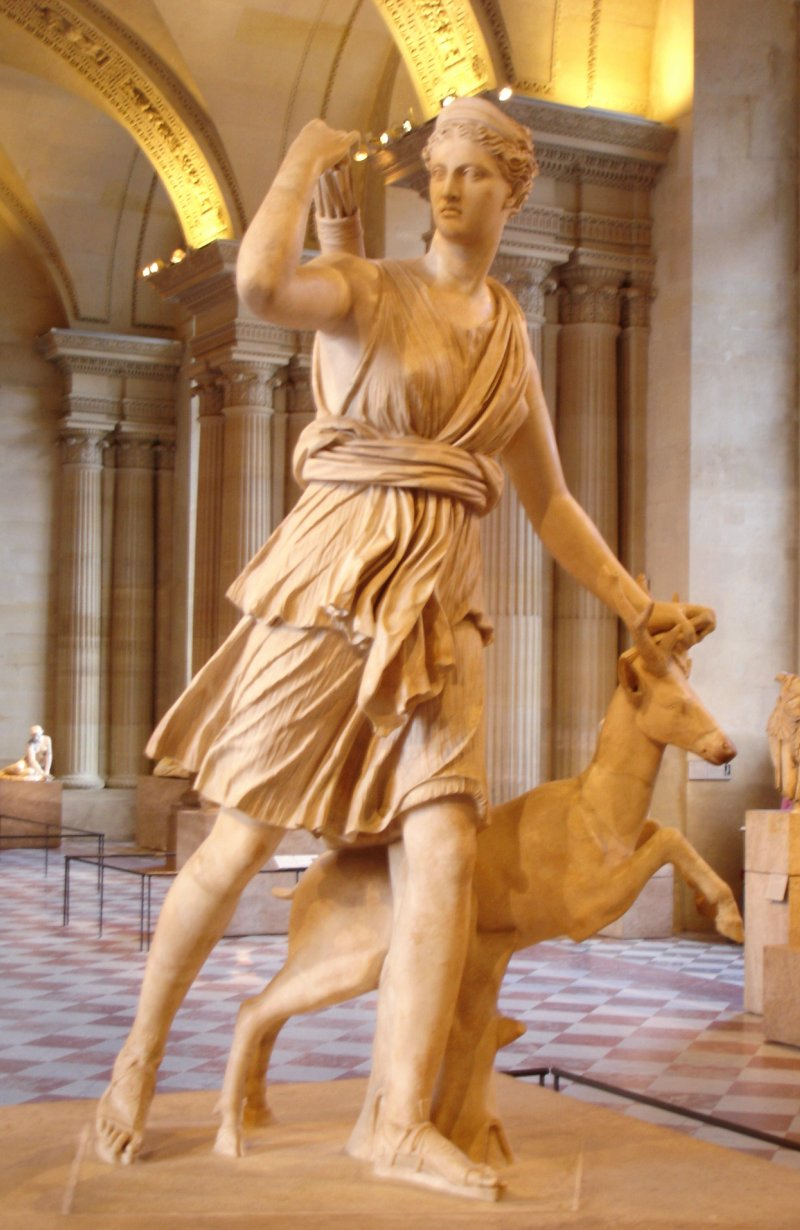
Artemis s jelenem. římská kopie sochy řeckého sochaře Leochara, 1. stol. př. Kr.

Ve staroindickém eposu Rámajána se sluha démona Rávany jménem Máríča promění ve zlatého jelena, aby odlákal hrdinu Rámu od jeho ženy Síty, aby jeho pán mohl Sítu snáze unést. Jiný indický příběh vypráví o poustevníku Ršiasrngovi,[zdroj?] který se narodil z laně a měl proto jelení parohy. Šintoisté v Japonsku věří, že brouk roháč je vlastně malý okřídlený jelínek, který představuje kami jelenů. Pro Číňany měly v jejich mýtech i lékařství větší význam než jelen evropský místní druhy – jelen milu a jelen sika. Parohy jelenů v lýčí, tzv. panty, jsou dodnes v Číně, Koreji a na Sibiři ceněny jako posilující lék, protijed či afrodisiakum. Mladé parohy nakládané v lihu byly k obdobným účelům používány v době renesance a baroka rovněž v Evropě.
Jelen se objevuje i v mýtech severoamerických indiánů. V mýtu Algonkinů běžící jelen na počátku věků oživuje dosud mrtvou zemi. V místech, kde se jeho kopýtka dotknou země, vytryskne voda nebo vyraší tráva. Podle kalifornských indiánů zase jelen daroval člověku oheň. Lakotové věří, že jelen je pánem kouzla lásky, což je narážka na jelení říji, a může člověku své kouzlo propůjčit. Jelení zuby používali severoameričtí indiáni, např. Lakotové, Apači nebo Mandanové jako ozdobu oděvu a z parohů vyráběli Mandanové i Irokézové hrábě. Jakiové ze severozápadního Mexika pokládali jelena za posvátné zvíře a v době jelení říje tančili jelení tanec v maskách zhotovených z vycpaných jeleních hlav. Karukové a Jurokové ze severní Kalifornie tančili na podzim rituální Tanec bílého jelena, který měl představovat každoroční obnovu světa. Hlavní rekvizitou při něm byla kůže posvátného bílého jelena. Čerokíové si zase vypráví bajky o soupeření jelena s králíkem, který chtěl jelena připravit o parohy a nakonec mu ze závisti vyrazil přední zuby v horní čelisti (jelenům, stejně jako jiným přežvýkavcům, chybí řezáky v horní čelisti). V případě indiánských mýtů a rituálů však často není jisté, o který druh jelena se jedná. Může jít jak o jelena wapiti, tak o jelence běloocasého či ušatého.

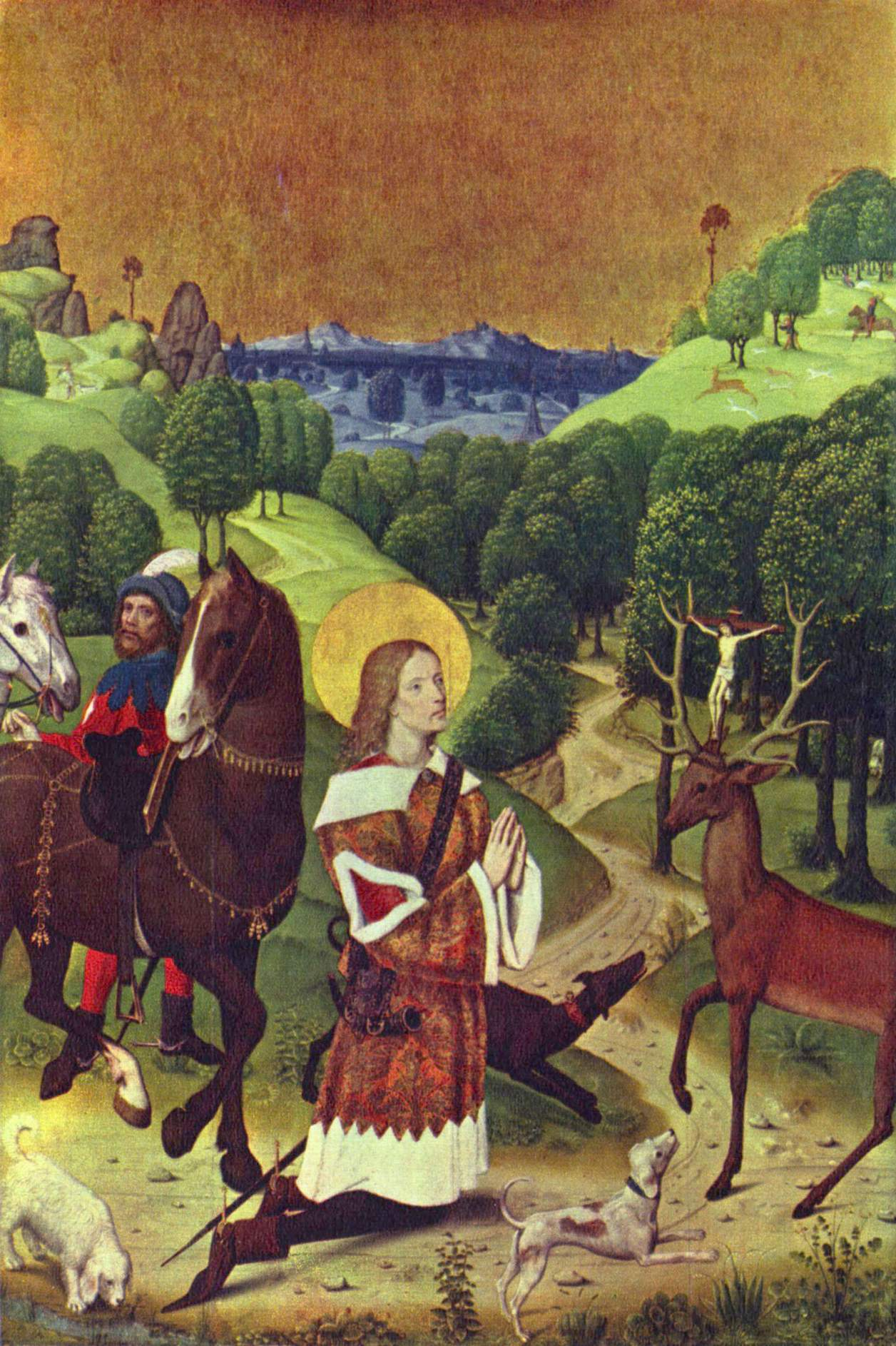
Svatý Hubert s jelenem na iluminaci z 15. stol.

V antické mytologii jelen doprovází bohyni Artemis či její římský protějšek Dianu. Její posvátnou laň se zlatými parohy měl za úkol polapit hrdina Héraklés. Lovec Aktaión, který Artemis nešťastnou náhodou spatřil nahou při koupeli, byl bohyní za trest proměněn v jelena a poté zadáven vlastní psí smečkou. Při Dionýsových mystériích býval obětován kolouch či kozel, ztotožněný s tímto bohem. Věřící poté pojídali jeho syrové maso, čímž dosáhli mystického spojení s bohem Dionýsem, který byl podle jednoho mýtu rozsápán Titány. Je zde vidět jistá paralela s křesťanskou eucharistií. Z jeleního paroží byl postaven oltář Apollóna v chrámu na ostrově Délu. Tradice zdobení oltářů jelením parožím je však známa i na Kavkaze, kde se například v Gruzii udržela i po přijetí křesťanství.

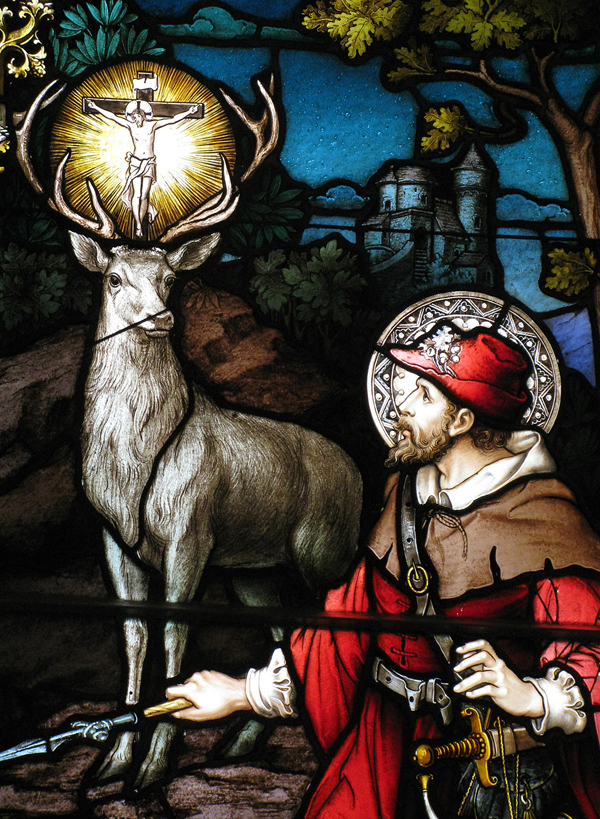
Svatý Hubert na moderní vitráži

Jelen má značný symbolický význam i v křesťanství. Jelen či laň hledající napajedlo jsou symbolem lidské duše, toužící po Bohu, srov. biblický verš Jako laň touží po čisté vodě dychtí má duše po tobě, Bože. (Ž. 42:1). Jelen se světly na výsadách paroží či s křížem mezi parohy symbolizuje v legendách o sv. Hubertovi a sv. Eustachu přímluvce člověka před Bohem, případně samotného Krista. V díle německého barokního básníka Friedricha von Spee je ukřižovaný Kristus přirovnáván ke kolouchovi, který se chytil do oka a visí v něm za hrdlo. Jelen, často s křížem mezi parohy, je také atributem některých křesťanských světců, jako jsou sv. Hubert, sv. Eustach, sv. Jan z Mathy a sv. Felix z Valois.
V dílech antických přírodovědců a zejména ve středověkých bestiářích se o jelenech uvádí různé pověry a tvrzení, která dnešnímu člověku připadají až absurdní. Tvrdilo se například, že si jeleni chodí barvit paroží do milíře, aby bylo pěkně tmavé. Podle jiných údajů jelen ukrývá shozené parohy tak, aby je nenašli lidé, protože si je vědom jejich velké ceny. Pokud jelen zeslábne nebo onemocní, musí sežrat hada, aby do jeho těla vstoupil hadí jed. Potom se napije, vyzvrací a vykálí, načež celý omládne a zkrásní – v tomto případě se jedná o sezónní línání a barvoměnu jelení zvěře.

### Lov

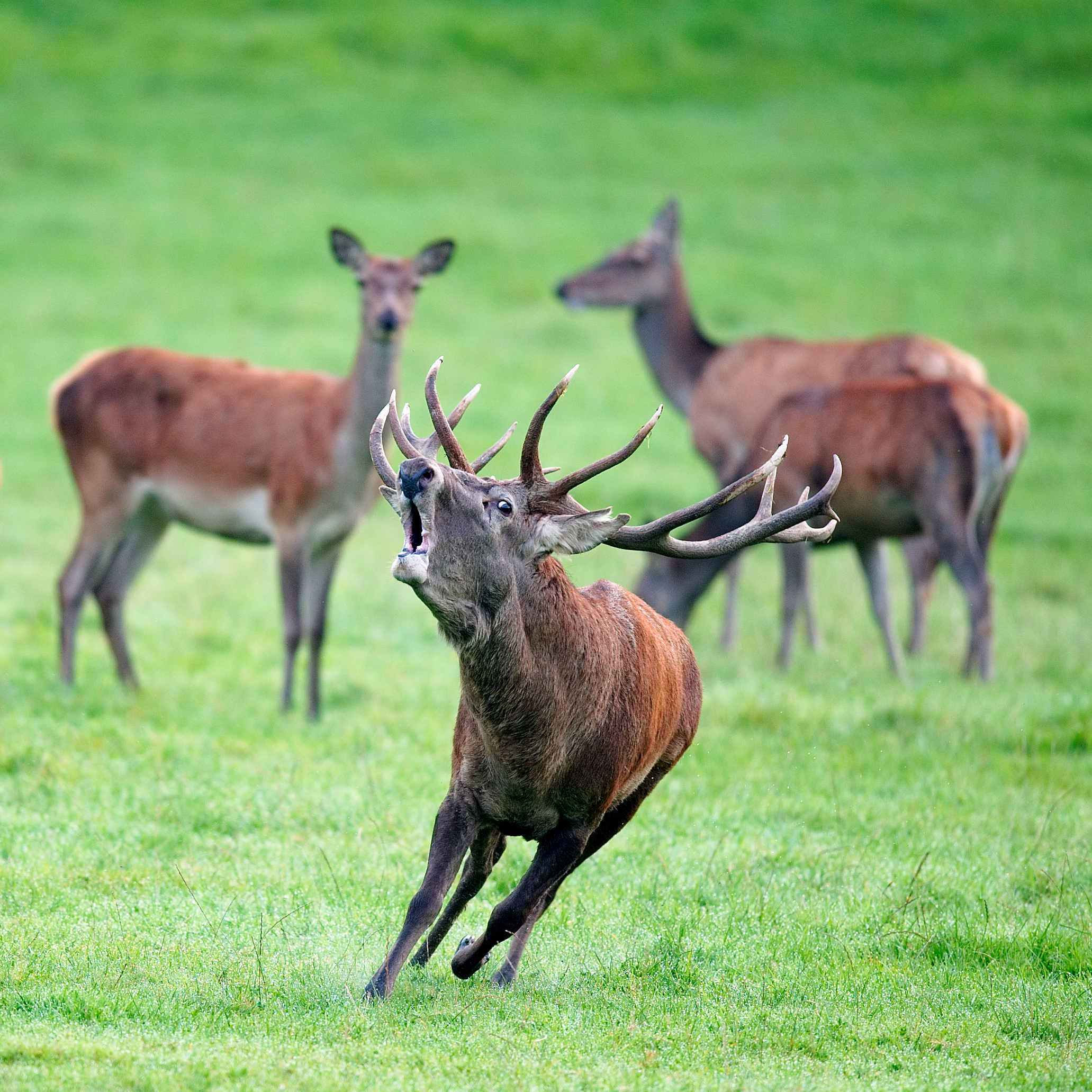
Jelen evropský

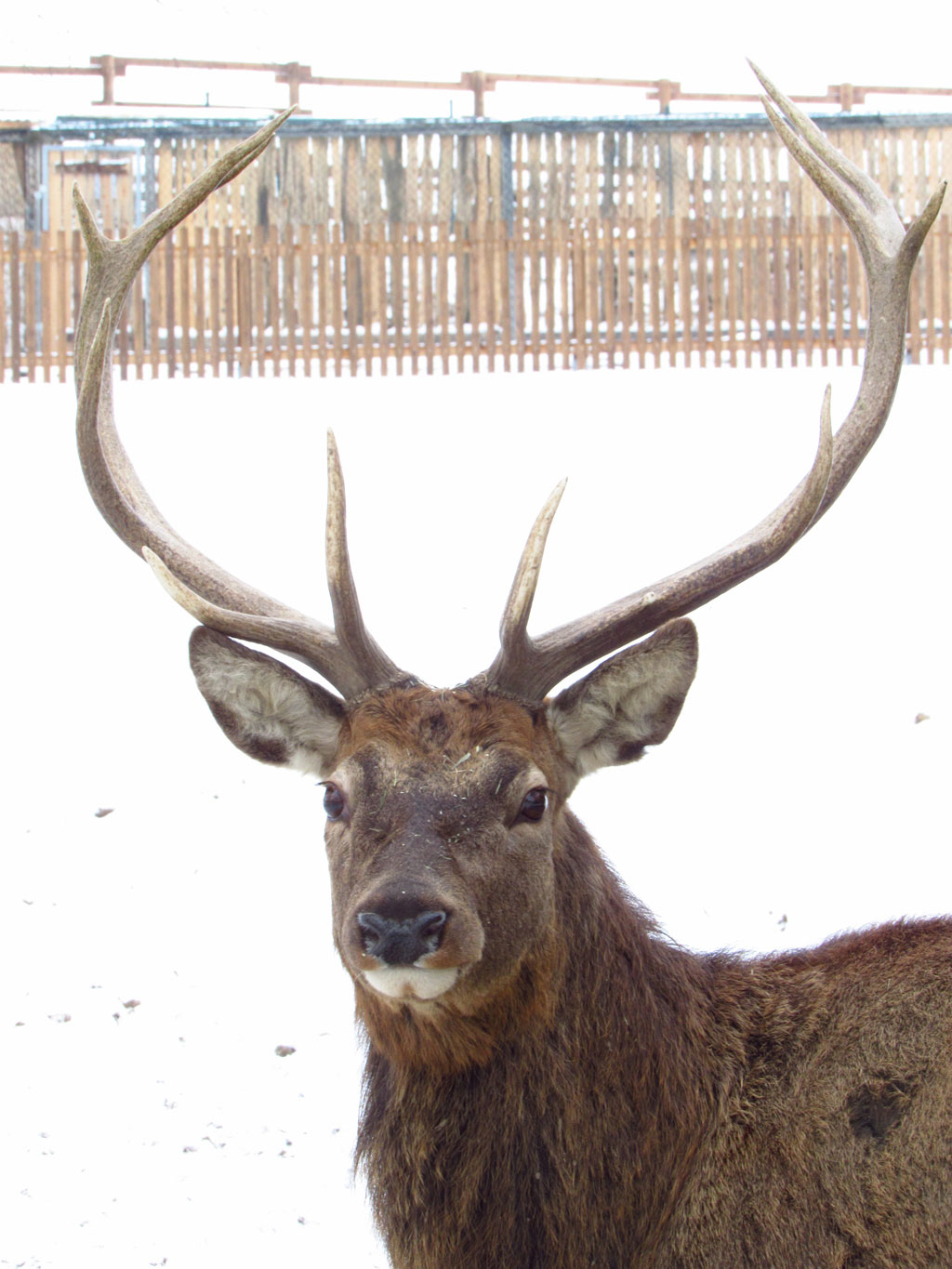
Jelen evropský v Zoo Tábor

Pro svůj impozantní vzhled, značnou velikost a chutné maso patřila jelení zvěř již od pravěku k oblíbené kořisti člověka ve všech oblastech svého výskytu. V mnoha oblastech lovci vyvinuli pozoruhodné způsoby, jak tato ostražitá zvířata přelstít. Severoameričtí indiáni se při lovu maskovali jelení kůží s parohy a při přiblížení zvěř stříleli šípy. Aztécké a mayské kodexy zobrazují chytání jelena do oka, zatímco močická a incká keramika dokládá společný lov jelena huemula do sítí.
Asyřané, Babylóňané či Peršané lovili jeleny a daňky s pomocí koní či dvoukolých vozů, také je chytali živé do lasa a chovali v královských oborách. Řekové a Římané dávali přednost pěšímu lovu se psy nebo používali pasti. Xenofón ve svém spisu Kynagetikos (překládá se jako „Psovod“ nebo „O lovu“) doporučoval nejprve chytit koloucha, aby svým voláním přilákal laň. Staří Římané používali jeleny při hrách v cirku a jejich maso podávali jako vybranou lahůdku při hostinách.
Ve středověku byla jezdecká štvanice na jelena pokládána za mužnou zábavu, jíž se věnovali i mnozí panovníci. Český kníže Jaromír byl při lovu na jelena zajat svými nepřáteli, král Václav I. při nehodě na lovu přišel o oko.
V 17. století došlo k přeměně středověké jezdecké štvanice v propracovanější parforsní hon. Jedná e o společný způsob lovu za použití jezdeckých koní a smečky honicích psů. Povely účastníkům lovu se předávaly pomocí troubení na lovecké rohy. Například když psi spatřili jelena, troubil se signál „En vue!“ (na dohled). Nakonec byl jelen psy zpravidla uštván a obklíčen, což bylo oznámeno tzv. „Stop fanfárou“. Některý z lovců pak jelena dorazil (dal mu záraz) loveckým tesákem, přičemž se troubil signál halali (z franc. Há, la lit – tj. „Hle, již leží“). Právě signál halali, oznamující úspěšný konec lovu a zároveň poctu složené zvěři, byl později přejat i do jiných způsobů lovu, kde se používá dodnes. Po ulovení jelena se celý lov ukončil tzv. curée, kdy byla ukázána jelení trofej a své odměny, v podobě vnitřností a méně kvalitních částí masa, se dočkali lovečtí psi. Parforsní hony v Česku zanikly v průběhu 19. století, nejdéle se pořádaly v Pardubicích, kde v konečném důsledku stály u zrodu Velké pardubické. Dědictvím parforsních honů jsou dosud místy pořádané svatohubertské jízdy, při nichž však už není lovena zvěř.

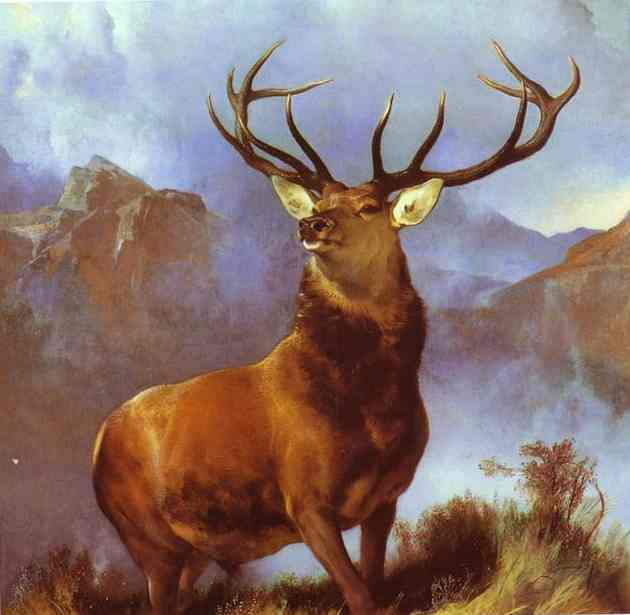
Král z Glenu obraz sira Edwina Landseera, 1851

Hlavně v 18. století byl oblíben lov jelení i jiné (především černé) zvěře v leči obestavěné plátny. Jednalo se o surový způsob lovu, při němž byla zvěř nahnána do ohrady, postavené z vysokých plachet či sítí, napnutých na tyče. Lovci (často i dámy) ji pak ostřelovali z krytých vyvýšených altánů. Mezi zvláštní milovníky tohoto způsobu lovu patřili císař Karel VI. a jeho žena Alžběta Kristýna. Je známo, že jen sama císařovna dokázala při jednom podobném lovu složit více než 200 laní a jelenů.
V současné době se jelení zvěř loví obvykle osamělými způsoby lovu – na čekané z posedu nebo šoulačkou. V říji je možno jelena ulovit také vábením (napodobením jeleního troubení). Ze společných honů se jelení zvěř, především holá (kolouši a laně) loví naháňkou a nátlačkou. Živou jelení zvěř je nejvhodnější odchytávat do lapacích ohrad nebo pomocí narkotizační střely. Trofejí z lovu jelení zvěře je samozřejmě paroží, ale také zakrnělé špičáky mandlovitého tvaru, tzv. kelce či grandle, které se dříve využívaly jako součást mysliveckých šperků. Pro chutné maso se jeleni někdy chovají na farmách a jsou dokonce archeologické doklady o chovu jelenů v zajetí z doby paleolitu ještě před zahájením domestikace skotu a ovcí. Dalšími druhy jelenovitých vhodnými pro farmový chov jsou v Česku daněk evropský nebo jelen sika.

## Jelení říje
S příchodem jelení říje na sebe jeleni upozorňují hlavně hlasovými projevy – troubením, ale zanechávají za sebou i další znamení, související s teritoriálním chováním říjících jelenů.
Ti svým parožím tlučou do vegetace, lámou mladé porosty a rozhrabávají půdu. Říje probíhá v září a říjnu (okolo 10. září).
Rušná a hlasití říje s „troubením“ probíhá za chladného počasí. Za teplého a deštivého počasí bývá říje tichá. Průvodním znakem říjného jelena je zčervenalé břicho okolo žíly.
Místo říje určuje tlupa laní (zejména úživné lokality). Tlupy laní vodí starší zkušená laň a ostatní laně tlupy se dobrovolně podřizují jejímu vedení.

### Video
Jarmila Kačírková: Jelen evropský (Cervus elaphus) u Luční boudy v Krkonoších 22.6.2019

- https://youtu.be/AISofiC7fP8